# Albanische Volleyballnationalmannschaft der Männer
Die albanische Volleyballnationalmannschaft der Männer ist eine Auswahl der besten albanischen Spieler, die die Fédération Albanaise de Volleyball bei internationalen Turnieren und Länderspielen repräsentiert.

## Geschichte

### Weltmeisterschaft
Albanien belegte bei der Volleyball-Weltmeisterschaft 1962 den 16. Platz.

### Olympische Spiele
Albanien konnte sich noch nie für Olympische Spiele qualifizieren.

### Europameisterschaft
Bei der Volleyball-Europameisterschaft wurden die Albaner 1955 Zehnter. Drei Jahre später erreichten sie den elften Rang. Das Turnier 1967 beendeten sie auf Platz 13.

### World Cup
Albanien hat noch nicht im World Cup gespielt.

### Weltliga
Die Weltliga fand bisher ohne Albanien statt.

### Europaliga
In der Europaliga war Albanien bisher nicht beteiligt.